# Freiham Folly

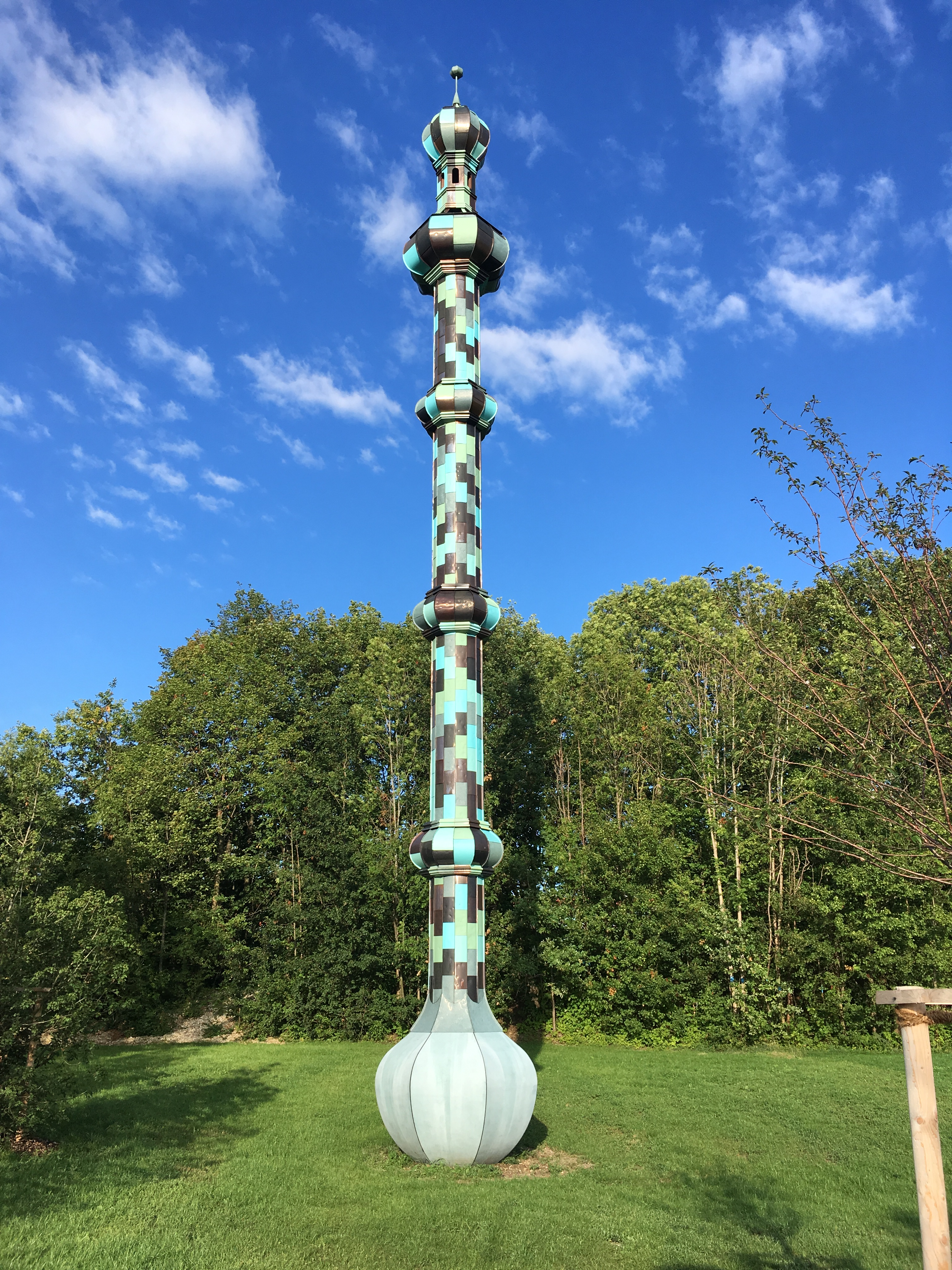
Skulptur Freiham Folly – 21 Meter hohe Skulptur des Künstlerduos Heike Mutter und Ulrich Genth.

Freiham Folly ist eine im November 2018 im Stadtquartier Freiham Nord, im Grünband zwischen Freiham und Aubing errichtete 21 Meter hohe Skulptur des Künstlerduos Heike Mutter und Ulrich Genth.

## Beschreibung
„Folly“ steht in der englischen Gartenkunst für einen ungewöhnlichen Zierbau mit einer extravaganten Ausführung.
Die Skulptur besteht aus den Materialien: Stahl, Holz, gefärbter Beton, vorpatiniertes Kupferblech sowie LEDs.
„Der Entwurf sieht eine Turmgestalt vor, die mit einer Höhe von 21 Metern von nahezu jeder Stelle der Parkanlage wahrgenommen wird und somit eine markante Orientierungsmarke darstellt. Durch eine Beleuchtung in der Turmspitze setzt das Kunstwerk auch nachts einen Akzent. Die Oberfläche des Objekts besteht aus vorpatinierten Kupferblechen in unterschiedlichen Farbtönen, die ein kachelartiges Raster bilden und dem ungewöhnlich gestalteten Bauwerk Einheit verleihen. Während die filigrane Silhouette des ‚Freiham Folly‘ Assoziationen an einen Maibaum oder ein orientalisches Minarett weckt, erinnert die Spitze mit ihrem sinnlich gewölbten Balkon an die Zwiebelbekrönung eines bayerischen Kirchturms.“